# Cusseta (Alabama)
Cusseta es un pueblo ubicado en el condado de Chambers en el estado estadounidense de Alabama. Está situado entre Opelika y Lanett. Su nombre es debido al antiguo poblado creek llamado Cusseta. En el censo de 2000, su población era de 1.786. 
Pat Garrett, el hombre que dio muerte a Billy the Kid nació en Cusseta.